# Плејнфилд (Пенсилванија)
Плејнфилд (енгл. Plainfield) насељено је место без административног статуса у америчкој савезној држави Пенсилванија.

## Демографија
По попису из 2010. године број становника је 399, што је 23 (6,1%) становника више него 2000. године.
| Група             | 2000.       | 2010.       |
| Белци             | 370 (98,4%) | 383 (96,0%) |
| Афроамериканци    | 0 (0,0%)    | 6 (1,5%)    |
| Азијати           | 0 (0,0%)    | 1 (0,3%)    |
| Хиспаноамериканци | 2 (0,5%)    | 7 (1,8%)    |
| Укупно            | 376         | 399         |